# Cristian Portugués Manzanera
Cristian Portugués Manzanera (Beniel, Múrcia, 21 de maig de 1992), conegut en el món del futbol com a Portu, és un futbolista professional murcià que juga com a extrem dret actualment al Girona FC.

## Trajectòria
Portu es va formar com a jugador al planter del València CF. Va fer el seu debut amb el València CF B als disset anys, passant diverses temporades a Segona Divisió B, així com una a Tercera Divisió. El gener de 2012 va ser cridat per l'entrenador del primer equip, Unai Emery, a causa d'una sèrie de lesions a la plantilla.
Portu va jugar el seu primer partit oficial amb el València CF, de la mà del tècnic Juan Antonio Pizzi, el 27 de febrer de 2014, en un empat a casa 0 a 0 davant el Dinamo de Kíev corresponent als setzens de final de la Lliga Europa de la UEFA. Va debutar a Primera Divisió en lliga tot just tres dies després, el 3 de març, amb derrota 1 a 0 davant el Rayo Vallecano a Vallecas.
El 3 de juliol de 2014 Portu va fitxar per l'Albacete Balompié, signant per a 2 temporades amb opció a una addicional segons objectius. El València es va reservar una opció de tempteig pel jugador. El descens de categoria del club va fer que quedés lliure i el juny de 2016 va fitxar pel Girona FC. Amb els gironins va marcar vuit gols en aquella temporada, més vuit assistències, que van ajudar l'equip a ascendir a primera per primer cop a la seva història.
El gener de 2018, a mitja temporada, ja havia marcat altre cop 8 gols, la majoria decisius per a puntuar, com el que va permetre empatar 1 a 1 al camp de l'Atlètic de Madrid a la vintena jornada de lliga.
L'any 2019, amb el Girona a segona, Portu va ser traspassat a la Reial Societat. Llavors el 2022, va ser cedit al Getafe i el 2023 va ser traspassat al Getafe.
L'1 de setembre de 2023, Portu va tornar al Girona FC amb un contracte fins al 2027 degut als problemes de fair play del Getafe CF.

## Estadístiques
Actualitzat a l'últim partit jugat el 3 de setembre de 2023.
| Club                                  | Div.          | Temporada     | Lliga   | Lliga | Copes   | Copes | Internacional | Internacional | Total   | Total |
| Club                                  | Div.          | Temporada     | Partits | Gols  | Partits | Gols  | Partits       | Gols          | Partits | Gols  |
| ------------------------------------- | ------------- | ------------- | ------- | ----- | ------- | ----- | ------------- | ------------- | ------- | ----- |
| València C. F. Mestalla País Valencià | 2a B          | 2009-10       | 3       | 0     | —       | —     | —             | —             | 3       | 0     |
| València C. F. Mestalla País Valencià | 2a B          | 2011-12       | 33      | 2     | —       | —     | —             | —             | 33      | 2     |
| València C. F. Mestalla País Valencià | 2a B          | 2012-13       | 34      | 1     | —       | —     | —             | —             | 34      | 1     |
| València C. F. Mestalla País Valencià | 2a B          | 2013-14       | 36      | 1     | —       | —     | —             | —             | 36      | 1     |
| València C. F. Mestalla País Valencià | Total club    | Total club    | 106     | 4     | 0       | 0     | 0             | 0             | 106     | 4     |
| València CF País Valencià             | 1a            | 2013-14       | 1       | 0     | 0       | 0     | 1             | 0             | 2       | 0     |
| València CF País Valencià             | Total club    | Total club    | 1       | 0     | 0       | 0     | 1             | 0             | 2       | 0     |
| Albacete Balompié Espanya             | 2.ª           | 2014-15       | 36      | 6     | 3       | 0     | —             | —             | 39      | 6     |
| Albacete Balompié Espanya             | 2.ª           | 2015-16       | 39      | 6     | 1       | 0     | —             | —             | 40      | 6     |
| Albacete Balompié Espanya             | Total club    | Total club    | 75      | 12    | 4       | 0     | 0             | 0             | 79      | 12    |
| Girona FC Catalunya                   | 2.ª           | 2016-17       | 41      | 8     | 0       | 0     | —             | —             | 41      | 8     |
| Girona FC Catalunya                   | 1a            | 2017-18       | 37      | 11    | 0       | 0     | —             | —             | 37      | 11    |
| Girona FC Catalunya                   | 1a            | 2018-19       | 34      | 9     | 3       | 1     | —             | —             | 37      | 10    |
| Reial Societat Espanya                | 1a            | 2019-20       | 35      | 7     | 6       | 0     | —             | —             | 41      | 7     |
| Reial Societat Espanya                | 1a            | 2020-21       | 37      | 8     | 2       | 0     | 8             | 1             | 47      | 9     |
| Reial Societat Espanya                | 1a            | 2021-22       | 37      | 1     | 5       | 1     | 7             | 0             | 49      | 2     |
| Reial Societat Espanya                | Total club    | Total club    | 109     | 16    | 13      | 1     | 15            | 1             | 137     | 18    |
| Getafe CF Espanya                     | 1a            | 2022-23       | 34      | 0     | 3       | 0     | ―             | ―             | 37      | 0     |
| Getafe CF Espanya                     | 1a            | 2023-24       | 3       | 0     | ―       | ―     | ―             | ―             | 3       | 0     |
| Getafe CF Espanya                     | Total club    | Total club    | 37      | 0     | 3       | 0     | 0             | 0             | 40      | 0     |
| Girona FC Catalunya                   | 1a            | 2023-24       | 1       | 1     | 0       | 0     | ―             | ―             | 1       | 1     |
| Girona FC Catalunya                   | Total club    | Total club    | 113     | 29    | 3       | 1     | 0             | 0             | 116     | 30    |
| Total carrera                         | Total carrera | Total carrera | 441     | 61    | 23      | 2     | 16            | 1             | 480     | 64    |
| 1. 2.                                 |               |               |         |       |         |       |               |               |         |       |

## Palmarès
Reial Societat
- 1 Copa del Rei: 2019-20